# Anolis princeps
Anolis princeps är en ödleart som beskrevs av  George Albert Boulenger 1902. Anolis princeps ingår i släktet anolisar, och familjen Polychrotidae. Inga underarter finns listade i Catalogue of Life.